# Ponoka
Ponoka es un municipio canadiense de la provincia de Alberta. Está a aproximadamente 50 km al norte de Red Deer y su población en 2001 era de 6.330 habitantes.
La ciudad es la sede del gobierno del condado.
Entre el 28 de junio y el 3 de julio celebran un sonado rodeo, que tiene cierta relevancia en la zona.